# العلاقات الغامبية الهايتية
العلاقات الغامبية الهايتية هي العلاقات الثنائية التي تجمع بين غامبيا وهايتي.

## مقارنة بين البلدين
هذه مقارنة عامة ومرجعية للدولتين:
| وجه المقارنة                                              | غامبيا       | هايتي                                |
| --------------------------------------------------------- | ------------ | ------------------------------------ |
| المساحة (كم2)                                             | 11.30 ألف    | 27.75 ألف                            |
| عدد السكان (نسمة)                                         | 2.10 مليون   | 10.98 مليون                          |
| الكثافة السكانية (ن./كم²)                                 | 185.84       | 395.68                               |
| العاصمة                                                   | بانجول       | بورت أو برانس                        |
| اللغة الرسمية                                             | لغة إنجليزية | لغة فرنسية، اللغة الكريولية الهايتية |
| العملة                                                    | دالاسي غامبي | جوردة هايتية                         |
| الناتج المحلي الإجمالي (بليون دولار)                      | 1.01 مليار   | 8.41 مليار                           |
| الناتج المحلي الإجمالي (تعادل القوة الشرائية) بليون دولار | 3.34 مليار   | 18.82 مليار                          |
| الناتج المحلي الإجمالي الاسمي للفرد دولار أمريكي          | 471          | 818                                  |
| الناتج المحلي الإجمالي للفرد دولار أمريكي                 |              | 1.73 ألف                             |
| مؤشر التنمية البشرية                                      | 0.441        | 0.483                                |
| رمز المكالمات الدولي                                      | +220         | +509                                 |
| رمز الإنترنت                                              | .gm          | .ht                                  |
| المنطقة الزمنية                                           | 00           | 00                                   |

## منظمات دولية مشتركة
يشترك البلدان في عضوية مجموعة من المنظمات الدولية، منها:
| علم المنظمة | اسم المنظمة                                 | تاريخ انضمام غامبيا | تاريخ انضمام هايتي |
| ----------- | ------------------------------------------- | ------------------- | ------------------ |
|             | مؤسسة التنمية الدولية                       | 18 أكتوبر 1967      | 13 يونيو 1961      |
|             | يونسكو                                      | 1 أغسطس 1973        | 18 نوفمبر 1946     |
|             | مؤسسة التمويل الدولية                       | 19 سبتمبر 1983      | 20 يوليو 1956      |
|             | منظمة حظر الأسلحة الكيميائية                | ?                   | ?                  |
|             | الأمم المتحدة                               | 21 سبتمبر 1965      | 24 أكتوبر 1945     |
|             | الاتحاد الدولي للاتصالات                    | 27 مايو 1974        | 10 أكتوبر 1927     |
|             | منظمة الشرطة الجنائية الدولية               | ?                   | ?                  |
|             | البنك الدولي للإنشاء والتعمير               | 18 أكتوبر 1967      | 8 سبتمبر 1953      |
|             | الاتحاد البريدي العالمي                     | ?                   | ?                  |
|             | المركز الدولي لتسوية المنازعات الاستشارية   | 26 يناير 1975       | 26 نوفمبر 2009     |
|             | وكالة ضمان الاستثمار متعدد الأطراف          | 11 سبتمبر 1992      | 11 ديسمبر 1996     |
|             | مجموعة دول أفريقيا والكاريبي والمحيط الهادئ | ?                   | ?                  |
|             | منظمة التجارة العالمية                      | ?                   | ?                  |

## وصلات خارجية
- موقع وزارة الخارجية الغامبية
- موقع وزارة الخارجية الهايتية